# Étoile radio
Les sources radio stellaires, sources radio d'étoiles ou encore les étoiles radio[réf. nécessaire] sont des objets stellaires qui produisent des émissions de diverses fréquences radio, que ce soit constant ou pulsé. Les émissions de radio émis par des étoiles peuvent être produits de façons variées.

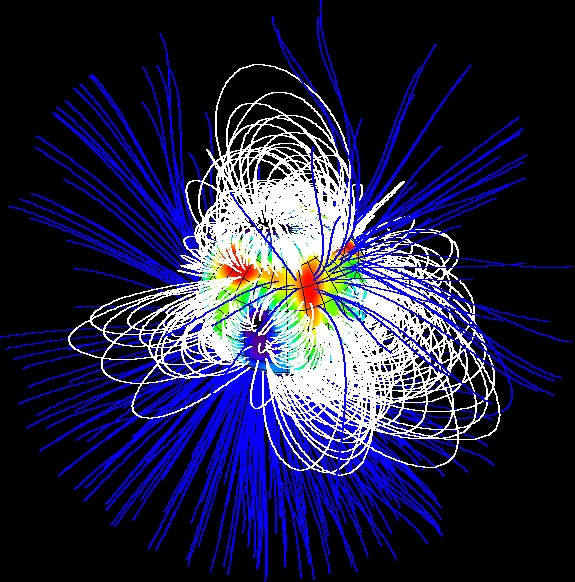
Le champ magnétique de surface de SU Aur (une jeune étoile de type T Tauri), réalisé par imagerie Zeeman-Doppler.

Les pulsars, un type de étoile à neutrons, sont des exemples d'étoiles radio. Les pulsars alimentés par rotation sont, comme leur nom l'indique, alimentés par le ralentissement de leur rotation. Ce sont les rotations du champ magnétique qui génèrent les émissions de radio. Tous les pulsars alimentés par rotation ne génèrent pas leurs impulsions dans le spectre des fréquences radioélectriques. Certains d'entre eux, par exemple les pulsars millisecondes, génèrent des rayons X à la place. Mis à part les pulsars radio et les pulsars X, il y a aussi des pulsars à rayons gamma, qui sont la plupart du temps des magnétars. Certains pulsars radio s'apparentent à des pulsars optiques.
Mis à part les pulsars, un autre type d'étoile à neutrons est également caractérisée par des émissions de radio : la radio à rotation transitoire. Comme le suggère le nom, l'émission radio est erratique et instable.
Certaines types d'étoiles froides peuvent produire des masers astronomiques dans leurs atmosphères et des faisceaux de micro-ondes.
Le Soleil, l'étoile la plus proche de la Terre, est connue pour émettre des ondes radio, mais elle est pratiquement la seule étoile régulière qui a été détectée dans le spectre radio, parce qu'elle est très proche. Cependant, elle n'est pas considérée comme une étoile radio car elle n'est pas une source radio puissante.
Les quasars ne sont pas des étoiles radio. Ils émettent également des fréquences radio, mais d'après les effets des trous noirs supermassifs au centre des galaxies. Bien qu'ils semblent être des étoiles, ils n'en sont pas, mais le cœur hyperactif d'une galaxie.